# Jenna DeFalco
Jenna DeFalco (* 13. November 2002) ist eine US-amerikanische Tennisspielerin.

## Karriere
DeFalco spielt vor allem Turniere des ITF Women’s World Tennis Tour, wo sie bislang zwei Turniere im Einzel gewonnen hat. In ihrer Juniorinnen-Karriere gewann sie auf der ITF Junior Tour sieben Einzel- und zwei Doppeltitel.
Im März 2019 spielte sie ihr erstes ITF-Turnier der ITF Women’s World Tennis Tour, unterlag aber bereits in ihrem ersten Match in der Qualifikation. Von November 2020 bis April 2021 spielte sie acht Turniere in Scharm asch-Schaich, kam aber nie über die zweite Runde des Hauptfeldes hinaus. Von Juni bis September 2021 spielte sie vier Turniere in Monastir, wo sie zweimal das Finale und einmal das Halbfinale und das Viertelfinale des Hauptfeldes erreichen konnte. Ende September 2021 erreichte sie das Finale des mit 25.000 US-Dollar dotierten ITF-Turniers in Johannesburg. Dezember 2021 bis März 2022 spielte sie einige Turniere in Mexiko und Ecuador, wo sie im Februar beim W15 in Cancun das Halbfinale erreichen konnte. Im April 2022 spielte sie zwei Turniere in Pretoria, bevor sie nach einem kurzen Zwischenstopp in den USA zwei Turniere in Santo Domingo spielte, wo sie jeweils die dritte Runde des Hauptfeldes erreichte. Im Juni 2022 erreichte sie in Wichita das Viertelfinale im Hauptfeld, bevor sie in Portugal drei Turniere spielte, wo sie in Figueira da Foz das Viertelfinale erreichen konnte. Nach weiteren Turnieren in Großbritannien und den USA konnte sie dann im Dezember 2022 in Santo Domingo ihren ersten Titel auf der ITF-Tour feiern. Nach einem Halbfinale in Petit-Bourg im Januar 2023 folgte dann im April der zweite Titel in Monastir.

## College Tennis
Seit Herbst 2021 war DeFalco für die Damentennismannschaft der LSU Tigers der Louisiana State University gemeldet. Im September 2021 belegte sie Platz sechs der Top-10-Newcomer-Liste der Intercollegiate Tennis Association (ITA). Sie spielte aber nie für die Mannschaft und wechselte 2022 zur Pepperdine University, wo sie für deren Damentennismannschaft den Waves an den Start gaht.

## Turniersiege

### Einzel
| Nr. | Datum            | Turnier       | Kategorie | Belag     | Finalgegnerin            | Ergebnis |
| --- | ---------------- | ------------- | --------- | --------- | ------------------------ | -------- |
| 1.  | 4. Dezember 2022 | Santo Domingo | ITF W15   | Hartplatz | Carolyn Ansari           | 6:2, 6:0 |
| 2.  | 16. April 2023   | Monastir      | ITF W15   | Hartplatz | Arina Gabriela Vasilescu | 6:2, 6:0 |

## Social Media
DeFalco betreibt einen eigenen Youtube-Kanal, wo sie über 2.500 Abonnenten hat und bis zu 40.000 Aufrufe ihrer bislang 16 Videos generieren konnte.